# 1-Chlorpentan
1-Chlorpentan ist eine chemische Verbindung aus der Gruppe der aliphatischen gesättigten Halogenkohlenwasserstoffe.

## Gewinnung und Darstellung
1-Chlorpentan kann durch Reaktion von 1-Pentanol mit Salzsäure gewonnen werden. Ebenfalls möglich ist die Reaktion von Pentan mit Chlor, wobei auch die isomeren 2-Chlorpentan und 3-Chlorpentan entstehen.

## Eigenschaften
1-Chlorpentan ist ein flüchtige, farblose Flüssigkeit mit süßlichem Geruch, die schwer löslich in Wasser ist. Der Normaldrucksiedepunkt liegt bei 107,8 °C. Die Dampfdruckfunktion ergibt sich nach August entsprechend lg(P) = −A/T+B (P in Torr, T in K) mit A = 1892 und B = 7,8573 im Temperaturbereich von 10 °C bis 50 °C. Es zersetzt sich in Gegenwart von Sauerstoff bei Erhitzung, aber auch schon bei Normaltemperatur unter Lichteinwirkung langsam, wobei Chlorwasserstoff, Phosgen und Dioxin entstehen können.

### Sicherheitstechnische Kenngrößen
1-Chlorpentan bildet leicht entzündliche Dampf-Luft-Gemische. Die Verbindung hat einen Flammpunkt bei 3 °C. Der Explosionsbereich liegt zwischen 1,4 Vol.‑% (60 g/m3) als untere Explosionsgrenze (UEG) und 8,6 Vol.‑% (380 g/m3) als obere Explosionsgrenze (OEG). Die Zündtemperatur beträgt 255 °C. Der Stoff fällt somit in die Temperaturklasse T3.

## Verwendung
1-Chlorpentan wird als Lösungsmittel, als Bezugssubstanz für die Gaschromatographie, für die Bodendesinfektion und die Synthese anderer Pentylhalogenide verwendet. Durch Reaktion mit Natriumcyanid kann Hexannitril gewonnen werden.